# Stefan Flückiger (Diplomat)
Stefan Flückiger (* 14. September 1958 in Männedorf) ist ein Schweizer Diplomat.

## Leben
Flückiger absolvierte bis 1985 ein Anglistik-Studium an der Universität Zürich und 1987/1988 ein postgraduales Studium im Rahmen eines Fulbright-Stipendiums an der amerikanischen Eliteuniversität Yale (Yale Graduate School).
1989 trat er in den Diplomatischen Dienst ein und war bis 1990 an der Schweizer Botschaft in Harare/Simbabwe tätig. 1991 kehrte er in die Schweiz zurück und war beim Bundesamt für Aussenwirtschaft unter anderem Referent für den Entwicklungshilfe-Ausschuss der OECD. Von 1994 bis 1997 entsandte man ihn zur Weltbank, wo er in Washington, D.C. und als  Beauftragter der Bank für Haiti in Port-au-Prince arbeitete. 1997 wurde er zur Schweizerischen Botschaft in Berlin versetzt als Leiter der Abteilung Wirtschaft und Handel unter Botschafter Thomas Borer. Von 2002 bis 2005 führte Flückiger in der Denkfabrik Avenir Suisse Zürich die Strategie- und Planungsabteilung. 2006 wurde er zunächst Stellvertreter des Ständigen Vertreters der Schweiz bei der OECD, bevor er im Oktober 2010 den Chefposten übernahm.
Anfang Juni 2013 geriet Flückiger in die Schlagzeilen, da er in Paris mit seinem Dienstwagen von der französischen Polizei mit Schüssen auf seinen Wagen gestoppt wurde. Die Schweiz verzichtete umgehend auf diplomatische Immunität, um Ermittlungen zum berichteten Vorfall zu ermöglichen. Bundesrat Didier Burkhalter leitete eine Administrativuntersuchung ein, deren Zweck es war, die Fakten festzustellen. Die Medienberichte wurden von offizieller französischer Seite nie bestätigt, ein Verfahren wurde nie eröffnet.
2014 kehrte Flückiger in die Schweiz zurück und übernahm den Chefposten der Abteilung sektorielle Aussenpolitik des Eidgenössischen Departements für auswärtige Angelegenheiten (EDA) in Bern. 2020 wechselte er in das Staatssekretariat für internationale Finanzfragen SIF; dort leitete er als stellvertretender Staatssekretär die Abteilung Planung und Strategie bis zu seiner Pensionierung im Juni 2023.

## Veröffentlichungen
- Mit Hans Rentsch, Thomas Held, Yvonne Heiniger, Thomas Straubhaar: Ökonomik der Reform – Wege zu mehr Wachstum in der Schweiz / in Deutschland. Orell Füssli, Zürich 2004, ISBN 3-280-05046-4 (über das Buch)
- Mit Martina Schwab: Globalisierung: Die zweite Welle. Was die Schweiz erwartet. 3. Aufl., NZZ Libro, Zürich 2011, ISBN 978-3-03-823706-8.
- Wohl und Wehe der Globalisierung. In: Neue Zürcher Zeitung vom 23. Februar 2017.

## Quelle
- Biografie (Memento vom 19. Juni 2013 im Webarchiv archive.today), oecd.org